# Lucio Julio Marino Cecilio Símplice
Lucio Julio Marino Cecilio Símplice (en latín: Lucius Julius Marinus Caecilius Simplex) fue un senador romano que vivió durante finales del siglo I y principios del siglo II, y desarrolló su cursus honorum bajo Domiciano, Nerva, y Trajano. 

## Origen
Su nombre polónimo indica que Símplice fue adoptado o incorporó el nombre de su madre; el consenso es que incorporó el nombre de su madre al suyo. Su padre ha sido identificado como Lucio Julio Marino, atestiguado como gobernador de Moesia Inferior en enero de 97, y cuyo mandato como cónsul sufecto se ha fechado alrededor del año 93. Su madre se considera hija de Gneo Cecilio Símplice, uno de los cónsules sufectos del año 69.

## Carrera
Su carrera está documentada por dos inscripciones procedentes de Cures, su patria chica:

A
L(ucio) Iulio L(uci) f(ilio) Fab(ia) Marin[o] 

Caecilio Simplici IIIIviro 
 
viarum curandarum tr(ibuno) mil(itum) 

leg(ionis) IIII Scythicae q(uaestori) pro pr(aetore) pro 4

vinciae Macedoniae aedili pleb(is) 

praetori leg(ato) pro pr(aetore) provinciae Ponti et 
 
Bithyniae proconsulatu patris sui 
 
curatori viae Tiburtinae fratri Arvali 8
 
leg(ato) Aug(usti) leg(ionis) XI C(laudiae) P(iae) F(idelis) leg(ato) Imp(eratoris) Nervae Traiani 
 
Aug(usti) Germ(anici) provincia(e) Lyciae et 
 
Pamphyliae proco(n)s(uli) provinciae Achaiae 

co(n)s(uli) 12

B

[L(ucio) Iu]lio L(uci) f(ilio) [Fa]b(ia) Ma[rino Caecilio Simplici IIIIviro] 

[via]rum cur[a]ndaru[m trib(uno) mil(itum) leg(ionis) IIII Scythi]cae q(uaestori) [pro pr(aetore) provin]

[cia]e Macedo[niae] aed(ili) p[leb(is) praetori] leg(ato) [pro] pr(aetore) provinci[ae Cy]pri leg(ato) pr[o pr(aetore)] 

[pr]ovinciae P[onti e]t Bit[hyniae proc]onsulatu patris sui curatori viae Tibu[rtinae] 4

[fr]atri Arvali l[eg(ato) Aug(usti) leg(ionis) XI C(laudiae) P(iae) F(idelis) leg(ato) I]mp(eratoris) Nervae Traiani Aug(usti) Ger(manici) provinciae 
 
[Lyc]iae et Pamphy[liae ---] proco(n)s(uli) provinciae Achaiae 

co(n)s(uli)

También existen otras dos inscripciones que documentan diferentes momentos de su carrera.
Símplice comenzó su carrera en el vigintivirato, como miembro del quattuorviri viarum curandarum, luego sirvió como tribuno militar en la Legio IV Scythica, luego sirvió en alguna de las dos Mesias. Como cuestor, fue uno de los asignados por sorteo a una de las diez provincias públicas administradas por un procónsul, que en su caso fue Macedonia. Después, de vuelta a Roma, fue edil plebeyo y luego pretor.
La parte proconsular de su carrera comenzó con el servicio como legado, primero al servicio del procónsul de Chipre (88/89), y luego al procónsul de Bitinia y Ponto; en esta última provincia, se cree que el procónsul al que asistió fue su padre, Julio Marino. Símplice fue nombrado entonces por el emperador Domiciano para ser legatus o comandante de la Legio XI Claudia Pia Fidelis, que estaba estacionada frente al Danubio, en Vindonissa. Después Símpllice gobernó dos provincias, una como legado del emperador Trajano, Licia y Panfilia entre 96 y 99, y la otra como procónsul, Acaya entre 99 y 100; a su regreso a Roma fue nombrado cónsul sufecto a finales de 101, con Lucio Arruncio Estela como su colega.

## Matrimonio
Símplice se casó con Julia Tertula, la hermana o hija de Cayo Julio Cornuto Tértulo, amigo de Plinio el Joven.